# Kości (zespół muzyczny)
Kości – polski zespół rockowy założony w 1999 roku pod nazwą Piece trzeszczące przez głogowskich muzyków: Wojtka Garwolińskiego (eks – Pivo), Mario Bielskiego, Piotra Lubiaka (eks – Gardeners) i Pawła Galusa (eks – Brek). Wydali dwie płyty: K (2005) i Sun dro (2007). W roku 2009 zespół opuścił Wojtek Garwoliński, zespół niedługo po tym zawiesił działalność.

## Muzycy
Ostatni skład
- Paweł "Saimon" Galus – gitara, śpiew
- "Rzepson" – gitara basowa, śpiew
- Mariusz Mario Bielski – bębny, śpiew

Byli członkowie
- Piotr "Bazyl" Lubiak
- Wojtek "Garwol" Garwoliński

## Dyskografia
- K (2005)
- Sun dro (2007)